# RCD Espanyol (piłka nożna kobiet)
RCD Espanyol Femenino – hiszpański klub piłki nożnej kobiet, mający siedzibę w mieście Barcelona, na wschodzie kraju. Jest sekcją piłki nożnej kobiet w klubie RCD Espanyol.

## Historia
Chronologia nazw:
- 1970: Club Deportiu Espanyol Femení
- 19??: RCD Espanyol Femení

Klub piłkarski CD Espanyol Femení został założony w miejscowości Barcelona w 1970 roku. Na początku rozgrywał mecze towarzyskie. Potem przyjął nazwę RCD Espanyol Femení. Klub jest jednym z organizatorów rozgrywek piłkarskich dla kobiet w Hiszpanii. Po założeniu Ligi Nacional startował w sezonie 1988/89 na najwyższym poziomie. W debiutowym sezonie wywalczył trzecie miejsce. W następnym sezonie znów był trzecim, jednak sezon 1990/91 rozpoczął w Segunda División, w której zajął 5.miejsce w grupie A. W następnym sezonie 1991/92 uplasował się na trzeciej pozycji w grupie A, a w sezonie 1992/93 zwyciężył w drugiej lidze i powrócił do Ligi Nacional. W sezonie 1993/94 zajął 5.miejsce, a potem w dwóch kolejnych sezonach był trzecim w lidze. Po reorganizacji systemu lig (liga zmieniła nazwę na División de Honor) klub zajął trzecie miejsce w grupie 3 w sezonie 1996/97. W sezonie 1997/98 był drugim w grupie 3. W następnym sezonie 1998/99 zwyciężył w grupie 3, jednak potem przegrał w półfinale. Potem przez kolejne dwa sezony był drugim w grupie 3. Dopiero w sezonie 2001/02 po jednoczeniu grup w jedną ligę zdobył brązowe medale mistrzostw. Po trzech latach, w sezonie 2004/05 powtórzył ten sukces, a w sezonie 2005/06 po raz pierwszy zdobył mistrzostwo. W sezonach 2006/07, 2009/10 i 2010/11 był drugim, a w 2011/12 trzecim. W kolejnych sezonach występował już bez znaczących sukcesów.

## Sukcesy

### Trofea międzynarodowe
Nie uczestniczył w rozgrywkach europejskich (stan na 31-05-2018).

### Trofea krajowe
| \| \| Zdobyte trofea w rozgrywkach Hiszpanii (stan na: 31-05-2018) \| |                                                              |      |                                                                                       |
| Rozgrywki                                                             | Osiągnięcie                                                  | Razy | Sezon(y)                                                                              |
| Mistrzostwo                                                           | I miejsce                                                    | 1    | 2005/06                                                                               |
| Mistrzostwo                                                           | II miejsce                                                   | 3    | 2006/07, 2009/10, 2010/11                                                             |
| Mistrzostwo                                                           | III miejsce                                                  | 8    | 1988/89, 1989/90, 1994/95, 1995/96, 1998/99 (półfinalista), 2001/02, 2004/05, 2011/12 |
| Puchar                                                                | zdobywca                                                     | 6    | 1995/96, 1996/97, 2005/06, 2008/09, 2009/10, 2011/12                                  |
| Puchar                                                                | finalista                                                    | 4    | 1989/90, 2001/02, 2006/07, 2010/11                                                    |
| II liga                                                               | I miejsce                                                    | 0    |                                                                                       |
| II liga                                                               | II miejsce                                                   | 0    |                                                                                       |
| II liga                                                               | III miejsce                                                  | 1    | 1995/96                                                                               |
| Hiszpania                                                             | Zdobyte trofea w rozgrywkach Hiszpanii (stan na: 31-05-2018) |      |                                                                                       |

- Copa Cataluña:
  - zdobywca (5): 2005, 2006, 2007, 2008, 2013
  - finalista (5): 2009, 2011, 2012, 2014, 2015
- Pyrénées Cup:
  - zdobywca (2): 2006, 2007
- Torneo Históricos del Fútbol Catalán:
  - zdobywca (3): 2008, 2009, 2010

## Stadion
Klub rozgrywa swoje mecze domowe na stadionie Ciutat Esportiva Dani Jarque w Barcelonie, który może pomieścić 1520 widzów.